# Johnny Cash

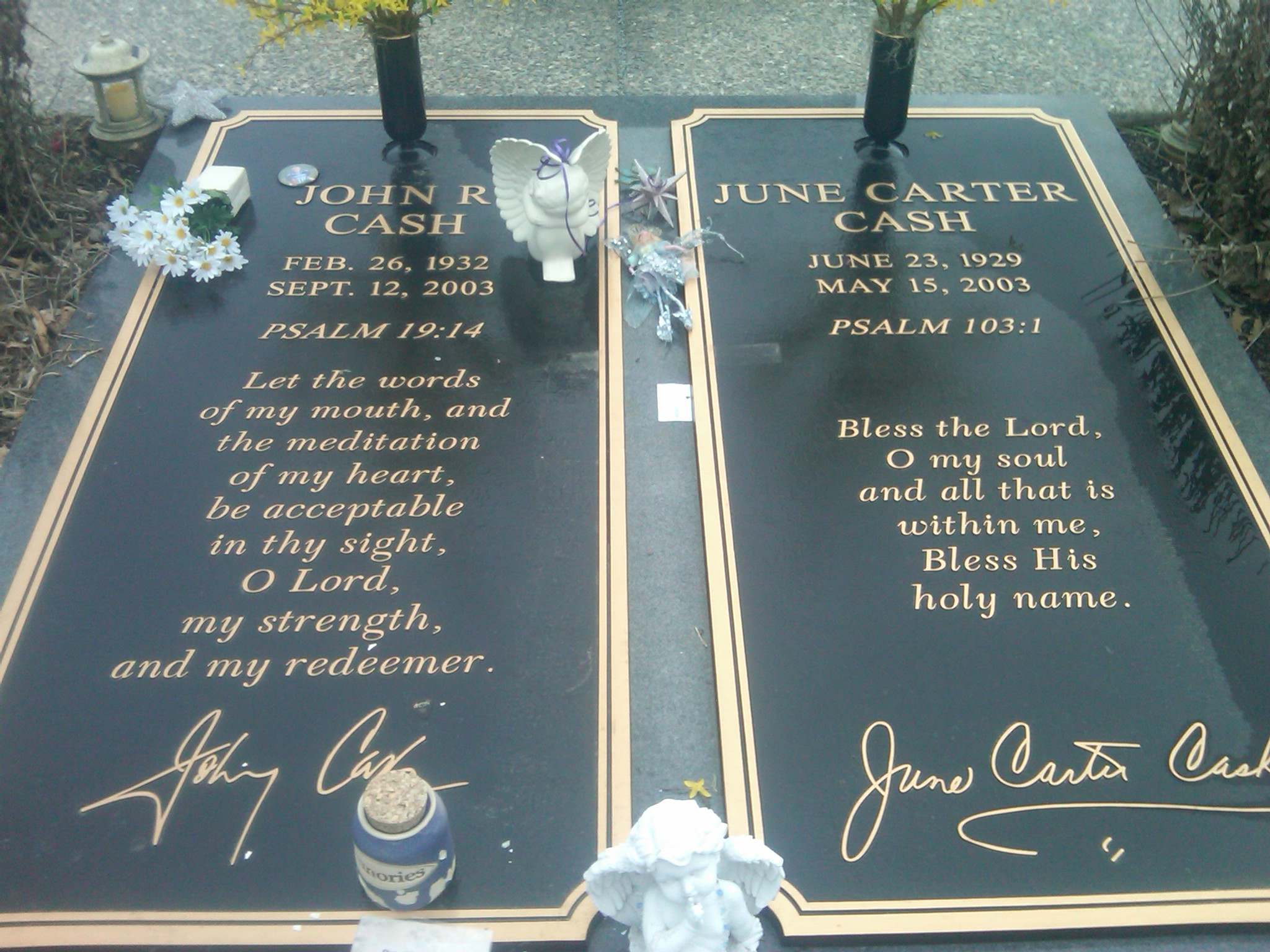
Grób Jonny`ego Casha i jego żony June

Johnny Cash, właśc. John Ray Cash (ur. 26 lutego 1932 w Kingsland, zm. 12 września 2003 w Nashville) – amerykański muzyk country, piosenkarz i aktor. Odznaczony Narodowym Medalem Sztuki.
Cash obok tradycyjnej muzyki country, ballady kowbojskiej i stylu country pop wykonywał także muzykę zbliżoną do gospel, spirituals, rockabilly, rock chrześcijański, southern blues i rock and roll.
Zwany także Man in Black (tłum. człowiek w czerni), ze względu na kolor ubrań jakie nosił – będący znakiem sprzeciwu wobec społecznych nierówności.

## Kariera
Johnny Cash śpiewający barytonem, przy akompaniamencie gitary lub małego zespołu instrumentalnego nagrał setki ballad i piosenek, które na trwałe weszły do kanonu gatunku. Do najbardziej znanych należą Cry Cry Cry, Folsom Prison Blues, I Walk the Line, Give My Love to Rose, Don’t Take Your Guns to Town, Frankie’s Man Johnny, I Got Stripes, Five Feet High and Rising, Ring of Fire, A Boy Named Sue i ponad sto utworów, które znalazły się na pierwszych miejscach list przebojów.
Barwa głosu oraz perkusyjna i bardzo oszczędna gra jego pierwszego gitarzysty Luthera Perkinsa i rytm kontrabasu Marshalla Granta, stały się jednym z najłatwiej rozpoznawalnych brzmień we współczesnej muzyce popularnej.
Wraz z kolegami swojego brata Roya Casha z warsztatu samochodowego Lutherem Perkinsem i Marshallem Grantem grali amatorsko w swoich domach i na rodzinnych imprezach w Memphis tworząc zespół Johnny Cash and the Tennessee Two. Dzięki wsparciu ówczesnego pracodawcy Casha występowali w lokalnym radiu. Po pewnym czasie Grant zaproponował aby zainteresować Sama Philipsa i jego wytwórnię płytową Sun Records. Dzięki uporowi Casha nagrali swój pierwszy singiel Cry Cry Cry. Od tego czasu kariera tria nabrała tempa.
Po śmierci Luthera Perkinsa w 1968 przez krótki czas gitarzystą Casha był Carl Perkins. Jednak niedługo po rozpoczęciu współpracy nie doleciał na koncert i został prowizorycznie zastąpiony przez amatora Roberta Woottona. Tak dobrze oddawał brzmienie Luthera Perkinsa, że został gitarzystą Casha na ponad trzydzieści lat (z przerwami).
Nagrywał m.in. z takimi muzykami i zespołami, jak: Elvis Presley, Bob Dylan, U2, Roy Orbison, Sheryl Crow i Willie Nelson.
W 1971 zagrał jedną z dwóch głównych ról (obok Kirka Douglasa) w westernie psychologicznym Pojedynek rewolwerowców w reżyserii Lamonta Johnsona. W 1974 zagrał główną rolę (mordercy, piosenkarza) w odcinku serialu Columbo noszącym tytuł Łabędzi śpiew (Swan Song). W 1983 zagrał z kolei w opartym na faktach filmie telewizyjnym Murder in Coweta County rolę szeryfa Lamara Pottsa; w filmie tym wystąpiła też jego żona June Carter Cash.
Cash intensywnie koncertował, często w niecodziennej scenerii, na przykład w więzieniach (Folsom, St. Quentin). Płyta At Folsom Prison, której nagranie w więzieniu przeforsował Cash, jest powszechnie uważana za jedną z najlepszych płyt nagranych na żywo. Usługiwał na wielu krucjatach Billy’ego Grahama (np. w Dallas w 1971, Calgary w 1981).
Jednym z jego ostatnich dokonań były albumy zawierające opracowania hymnów kościelnych jego ukochanej matki oraz piosenki współczesnych artystów i grup rockowych, między innymi Depeche Mode (Personal Jesus), Soundgarden (Rusty Cage), U2 (One) i Nine Inch Nails (Hurt).
Współtworzył zespoły The Highwaymen i Million Dollar Quartet. Śpiewał także w duecie ze swą żoną June Carter Cash.
22 sierpnia 1987 wystąpił wraz z rodziną na festiwalu w Operze Leśnej w Sopocie.
W 1992 został wprowadzony do Rock and Roll Hall of Fame.
Johnny Cash pozostał czynny muzycznie do czasu swej śmierci, w 2002 roku wydana została płyta American IV: The Man Comes Around.
Cash zmarł 12 września 2003 z powodu komplikacji związanych z cukrzycą, która była powodem niewydolności oddechowej. Zmarł w szpitalu w Nashville zaledwie 4 miesiące po swojej drugiej żonie June. Oboje spoczęli w rodzinnym grobie na Hendersonville Memory Gardens.
W 2005 roku James Mangold nakręcił film biograficzny o Johnnym Cashu pt. Spacer po linie z Joaquinem Phoenixem i Reese Witherspoon.

## Życie prywatne
Johnny Cash był dwukrotnie żonaty. Jego pierwszą żoną od roku 1954 do 1966 roku była Vivian Liberto (1934-2005). Z tego związku urodziło się czworo dzieci: Rosanne, Kathy, Cindy i Tara. Jego druga żoną od 1968 roku do śmierci była June Carter (1929–2003). Z tego związku urodziło się jedno dziecko – John Carter Cash (ur. 1970).

## Dyskografia Johnny’ego Casha
- 1957 Johnny Cash With His Hot & Blue Guitar
- 1957 Wanted Man
- 1958 The Fabulous Johnny Cash
- 1958 Sings the Songs That Made Him Famous
- 1959 Greatest!
- 1959 Songs of Our Soil
- 1959 Hymns By Johnny Cash
- 1960 Ride This Train
- 1960 Now, There Was a Song!
- 1961 The Lure of the Grand Canyon
- 1961 Now Here’s Johnny Cash
- 1962 The Sound of Johnny Cash
- 1962 Hymns from the Heart
- 1962 All Aboard the Blue Train
- 1963 Blood, Sweat and Tears
- 1963 The Christmas Spirit
- 1964 Keep on the Sunnyside
- 1964 I Walk the Line
- 1964 Bitter Tears: Ballads of the American Indian
- 1965 Orange Blossom Special
- 1965 Ballads of the True West 2
- 1965 Sings the Ballads of the True West
- 1966 Everybody Loves a Nut
- 1966 That’s What You Get for Loving Me
- 1966 Happiness Is You
- 1967 Carryin' On
- 1968 From Sea to Shining Sea
- 1968 Old Golden Throat
- 1968 Heart of Cash
- 1968 At Folsom Prison [live]
- 1969 The Holy Land
- 1969 Johnny Cash [CBS]
- 1969 More of Old Golden Throat
- 1969 Jackson
- 1969 Grand Canyon Suite
- 1969 Hello, I’m Johnny Cash [CBS]
- 1969 At San Quentin [live]
- 1970 Johnny Cash Show
- 1970 Little Fauss and Big Halsy
- 1971 A Man in Black
- 1971 International Superstar
- 1971 I Walk the Line
- 1972 A Thing Called Love
- 1972 Family Christmas
- 1972 Christmas & The Cash Family
- 1972 Johnny Cash Family Christmas
- 1973 The Gospel Road Pt. 1 [Soundtrack]
- 1973 The Gospel Road Pt. 2 [Soundtrack]
- 1973 The Gospel Road
- 1973 Country & Western Superstar
- 1973 America
- 1973 Any Old Wind That Blows
- 1973 Johnny Cash and His Woman
- 1973 Pa Österaker [live]
- 1974 I Walk the Line [Original Soundtrack]
- 1974 At Osteraker Prison [live]
- 1974 Ballads of The American Indian (Harmony)
- 1974 Junkie and the Juicehead Minus Me
- 1974 Ragged Old Flag
- 1974 John R. Cash
- 1975 Riding the Rails
- 1975 Children’s Album
- 1975 Look at Them Beans
- 1975 Sings Precious Memories
- 1976 Destination Victoria Station
- 1976 Strawberry Cake
- 1976 One Piece at a Time
- 1977 Last Gunfighter Ballad
- 1977 The Rambler
- 1978 I Would Like to See You Again
- 1978 Zaginiona dziewczyna
- 1979 Silver
- 1979 A Boy Named Sue
- 1980 Rockabilly Blues
- 1980 A Believer Sings the Truth
- 1980 Classic Christmas
- 1981 The Baron
- 1981 A Free Man
- 1982 Adventures of Johnny Cash
- 1982 Inside a Swedish Prison [live]
- 1982 Survivors Live
- 1983 Koncert v Praze
- 1983 Johnny 99
- 1985 Rainbow
- 1986 Believe in Him
- 1986 Heroes
- 1987 Johnny Cash Is Coming to Town
- 1987 I Love Country
- 1988 Water from the Wells of Home
- 1989 Boom Chicka Boom
- 1991 Country Christmas
- 1991 Bring It Back Alive
- 1993 Hey Good Lookin', Vol. 3
- 1994 American Recordings
- 1996 Unchained
- 1997 Live and on the Air
- 1998 VH-1 Storytellers (1998) [live]
- 1999 Just as I Am
- 2000 American III – Solitary Man
- 2002 VH-1 Storytellers
- 2002 Johnny Cash With His Hot and Blue Guitar
- 2002 At Madison Square Garden [live]
- 2002 American IV – The Man Comes Around
- 2002 The Johnny Cash Show (Expanded)
- 2003 Live at Town Hall Party 1958
- 2003 Live at Town Hall Party 1959
- 2003 Concert – Behind Prison Walls (live)
- 2003 Blood, Sweat and Tears (Sundazed)
- 2003 Get Rhythm & Life Goes On
- 2004 My Mother’s Hymn Book
- 2005 The Legend Of
- 2006 American V – A Hundred Highways
- 2009 American VI: Ain’t No Grave
- 2014 Out Among The Stars